# Atrani
Atrani è un comune italiano di 763 abitanti della provincia di Salerno in Campania. In quanto parte della Costiera amalfitana, dal 1997 è riconosciuto come patrimonio dell'umanità dall'UNESCO.

## Geografia fisica

### Densità
Con i suoi 0,1206 km² di superficie Atrani è il più piccolo comune italiano. Il comune ha la più alta densità di popolazione della provincia di Salerno.

### Territorio
Stretta tra il monte Civita a est e il monte Aureo a ovest, Atrani si estende lungo la valle del fiume Dragone. I due colli formano, con la loro incombenza sulla vallata, un "antro" da cui deriva il nome di Atrani . Il nome del fiume invece è di derivazione greca, e indicava la purezza delle sue acque.
Il territorio urbano esaurisce quasi tutto il territorio del comune. 
A sud, le case erano protette dal mare dal viadotto borbonico; avanti a esso, ora, giace la spiaggia formatasi grazie alla costruzione di una scogliera artificiale. Il tessuto urbano sale arrampicandosi tra le ripide pendici dei due monti, a est fino alla Chiesa della Maddalena che svetta imponente contro il mare e a ovest fino alla galleria che conduce nel territorio di Amalfi. Le case formano un dedalo di scalinate e di slarghi, interrotti solo dalla piazzetta, con la Chiesa di San Salvatore de Birecto e con la fontana in stile moresco, e dal corso che copre il letto del fiume; questo labirinto urbano sale nella vallata fino a perdersi in terrazze coltivate a limoni, che sono tuttavia già territorio della città di Ravello.

### Clima
Il clima è di tipo mediterraneo, con inverni miti e piovosi ed estati moderatamente calde, assolate e quasi mai afose.
In base alla media trentennale di riferimento 1961-1990, la temperatura media del mese più freddo, gennaio, si attesta a +10,7 °C; quella del mese più caldo, agosto, è di +26,8 °C.

## Storia
Le origini di Atrani sono ancora oggi sconosciute. Ricerche archeologiche hanno stabilito che nel I secolo d.C. lungo la Costa d'Amalfi esistevano delle ville romane, le quali furono, però, coperte dal materiale che, eruttato dal Vesuvio nel 79 d.C., si era depositato sui monti circostanti e da lì, in seguito, era franato a valle. Nel V secolo d.C., a seguito delle invasioni barbariche, numerosi romani fuggiti dalle città si rifugiarono prima sui Monti Lattari e successivamente, lungo le coste, ove crearono insediamenti stabili. La prima prova documentale dell'esistenza di Atrani è rappresentata da una lettera del papa Gregorio Magno al vescovo Pimenio datata 596.
Il Ducato di Amalfi si estendeva da Cetara a Positano comprendendo anche Agerola, Pimonte, Lettere, Capri e l'arcipelago delle Sirenuse (Li Galli). All'interno di questo territorio Atrani era un borgo che si fregiava del titolo di città, città gemellata di Amalfi e sede dell'aristocrazia. Ivi risiedevano: i Pantaleoni (la famiglia più ricca e potente di Amalfi); gli Alagno; i Comite Mauro; i Comite Iane; gli Augustariccio; i Viarecta. I suoi abitanti conservavano identità di Atranesi, a differenza di tutti gli altri abitanti del Ducato che erano denominati amalfitani.
Solo agli amalfitani e agli atranesi era riservato il diritto di eleggere o deporre i capi del Ducato. Amalfi fu governata dapprima da conti, poi da prefetti, quindi da giudici e infine da duchi (e non da dogi come erroneamente si dice). Il duca concentrava nella sua persona il potere sia civile sia militare. Simbolo della sua potestà era un copricapo, il "Birecto", di cui i duchi venivano insigniti nella cappella palatina del San Salvatore de Birecto di Atrani.
Il borgo di Atrani era più esteso di quello attuale e protetto sui confini da imponenti fortificazioni. Si estendeva fino a Castiglione (oggi frazione del comune di Ravello), così chiamata da castellio, un grande castello situato sul promontorio ove sorge la collegiata di Santa Maria Maddalena Penitente. In località Civita era invece situato il Castello di Supramonte, distrutto dagli attacchi dei pisani tra il 1135 e il 1137. Vi era poi la torre costiera del "Tumulo" o di "San Francesco", costruita nel Cinquecento per opera di don Pedro Afán de Ribera per difendersi dai Turchi che, dopo la sconfitta della flotta cristiana a Gerba presso Tunisi, infestavano il litorale.
Gli atranesi collaborarono allo sviluppo economico-sociale del ducato. Rilevanti erano i pastifici e le fabbriche di tessuti che producevano sajette e drappi preziosi, per i quali gli atranesi detennero il vanto tra i centri della costiera. Essi furono particolarmente attivi nella zona orientale extra-ducato: a Paestum, a Cava de' Tirreni e a Vietri sul Mare.
Nel 987 Amalfi fu promossa a rango di arcidiocesi da papa Giovanni XV. Il primo arcivescovo fu l'atranese Leone di Sergio di Urso Comite.
Ad Atrani era fiorente la vita religiosa: circa trecento erano le chiese e le cappelle private. Il Monte Maggiore (oggi Monte Aureo) ospitava sei cenobi, i più antichi del Ducato.
Nella seconda metà del '200, Manfredi, per punire gli atranesi di essersi schierati a favore del papa nella lotta tra papato e impero, inviò contro di loro 1 000 marinai alessandrini. Gli atranesi fuggirono ad Amalfi e i mercenari si stabilirono nel borgo, che abbandonarono soltanto molti anni dopo (evento attribuito all'intercessione di Santa Maria Maddalena a cui gli atranesi si erano votati). Dell'occupazione rimangono tracce, ancora oggi, nella cadenza e in alcune parole del dialetto locale.
Il maremoto del 25 novembre 1343 (di cui ha lasciato un'efficace descrizione il Petrarca in una nota epistola delle Epistole Familiari) sommerse buona parte del litorale e pose fine allo splendore di Amalfi e di Atrani, già provate dalle continue incursioni dei pisani del XII secolo. Negli anni che seguirono, le sorti di Atrani furono legate a quelle di Amalfi, il cui ducato, oramai decaduto, venne inglobato nel principato di Salerno.
Nel 1643 la Grande Peste mieté numerose vittime anche ad Atrani.
Nel 1647, braccato dai soldati del viceré di Napoli, fece ritorno ad Atrani Masaniello, per nascondersi in quella che da allora viene chiamata "Grotta di Masaniello", una cavità poco distante dalla casa materna dell'eroe. Negli anni che seguirono non si registrarono nel borgo eventi particolari fino al 22 giugno 1807, data in cui Giuseppe Bonaparte, re di Napoli, si recò in visita ufficiale in Costiera amalfitana. Colpito dalle bellezze del luogo e da Amalfi e Atrani in particolare, promise di far costruire una strada che rendesse più facile l'accesso al Regno dei paesi della Costiera. Tale strada fu realizzata però per iniziativa di Gioacchino Murat a partire dal 1816, ma terminata solo nel 1854.

### Alluvione del 2010

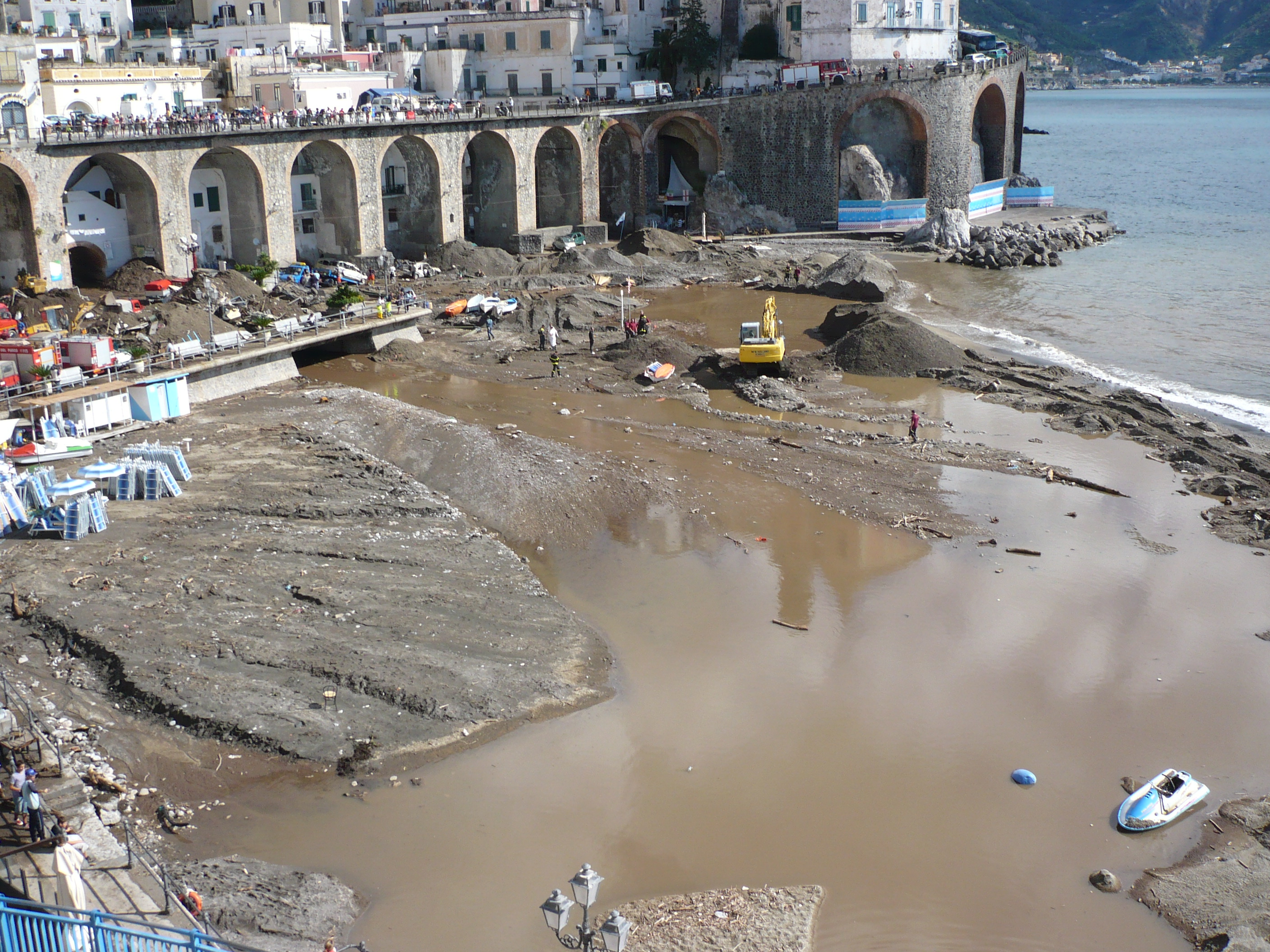
La spiaggia di Atrani dopo l'alluvione del 2010

Il 9 settembre 2010, in seguito a una violentissima alluvione, il fiume Dragone ruppe gli argini ed esondò, invadendo la stradina principale del comune. Colmo di fango, travolse tutto ciò che lo ostacolava, compresa la giovane Francesca Mansi, il cui cadavere fu ritrovato in mare solo il 2 ottobre 2010 nei pressi delle isole Eolie. Altra vittima fu l'anziano Francesco Corvino, deceduto alcuni giorni dopo a causa delle conseguenze dell'alluvione.

### Simboli
Lo stemma del comune è uno scudo d'azzurro, attraversato dalla fascia d'argento, nella parte superiore è rappresentata l'effigie della santa patrona Maria Maddalena d'oro, con le lettere S.M.M.P. Il gonfalone è un drappo di azzurro.

## Monumenti e luoghi d'interesse

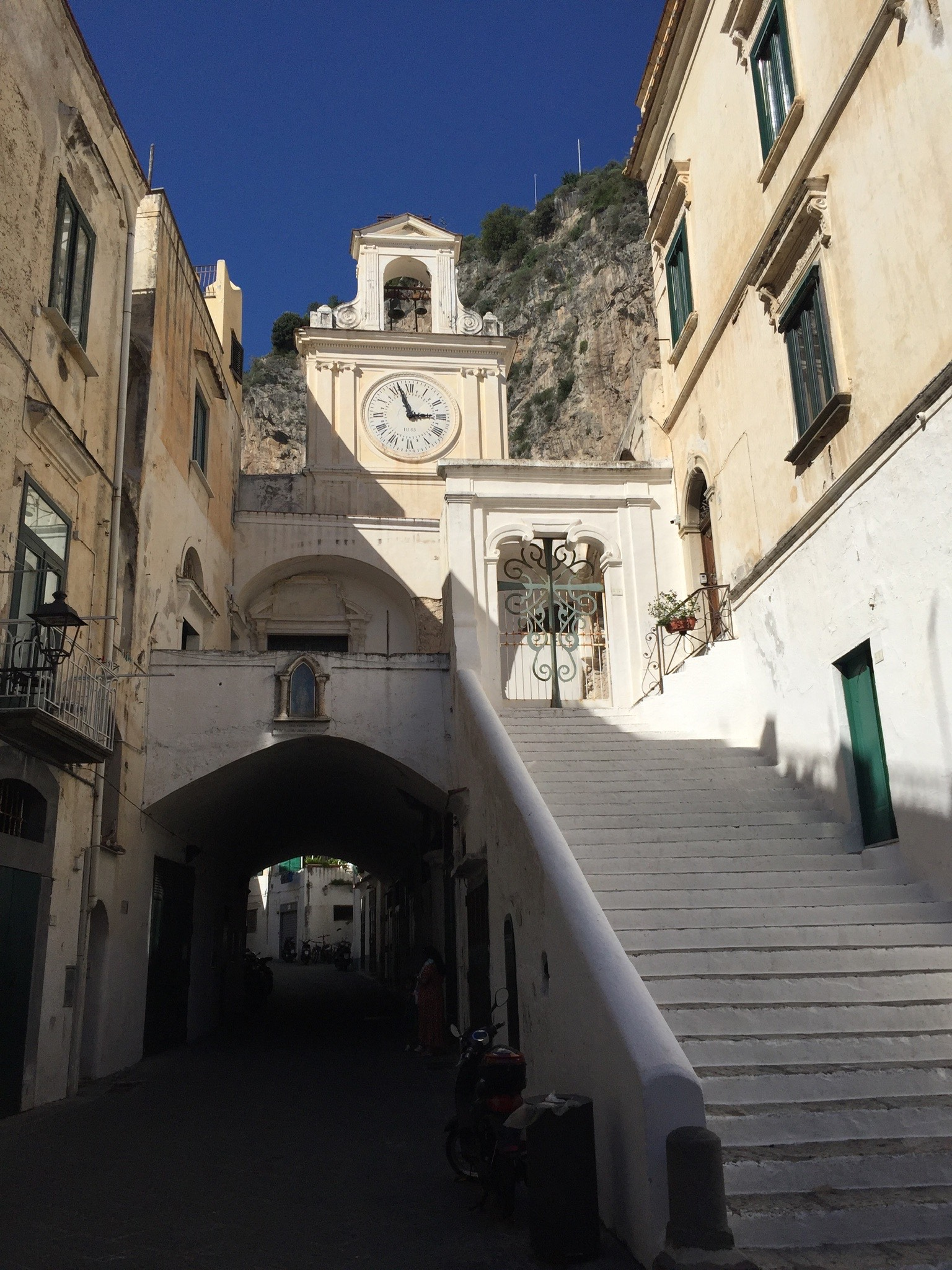
La chiesa di San Salvatore de' Birecto

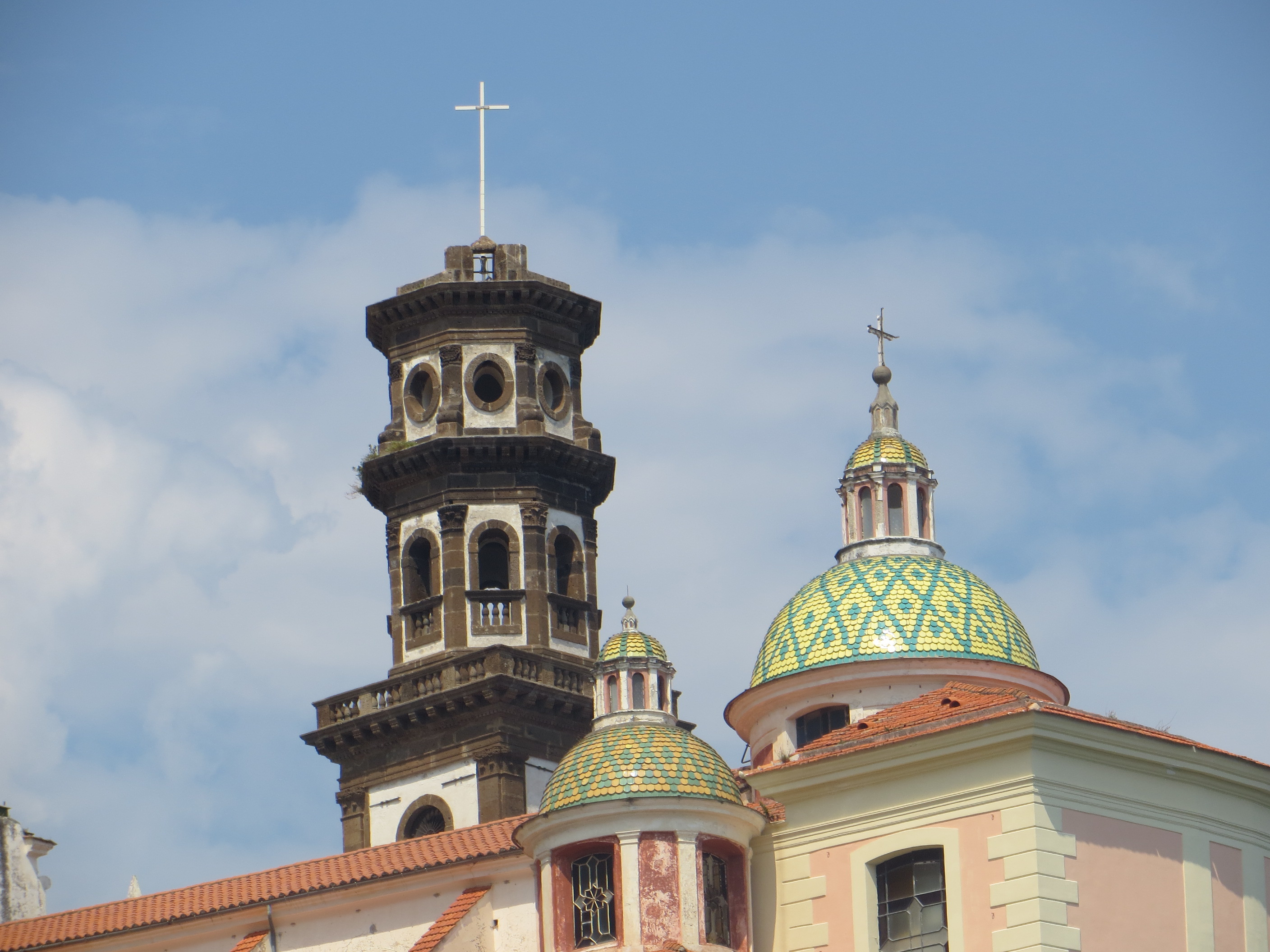
La cupola e il campanile della Collegiata di Santa Maria Maddalena

### Chiesa di San Salvatore de' Birecto
Costruita nel X secolo, la chiesa ha pianta quadrata con pronao antistante ed è suddivisa in tre navate con volte a botte. In origine era orientata a ovest (con ingresso in Via Arte della Lana). In epoca barocca venne realizzata l'attuale facciata con l'orologio, la scalinata e l'atrio. Al tempo della Repubblica di Amalfi la chiesa era la cappella palatina dove venivano incoronati i duchi e dove si depositavano le loro ceneri.
Le testimonianze più antiche sono: una pietra tombale del XIV secolo raffigurante la nobil dama atranese Filippa Napolitano; una lastra marmorea del XII secolo raffigurante due pavoni. Il pavone, sacro a Giunone, era venerato da molti popoli orientali: in quanto simbolo della vanità e dell'orgoglio, ben rappresentava le qualità preponderanti nei nobili di Amalfi; era però anche simbolo di resurrezione; le porte di bronzo, realizzate nel 1087, donate alla chiesa dal nobile atranese Pantaleone Viarecta. Suddivise in formelle di pregevole valore artistico, contengono l'effigie di Cristo, quella della Madonna e di alcuni Santi. Attualmente sono custodite presso la chiesa di Santa Maria Maddalena.

### Chiesa dell'Immacolata
Attigua alla chiesa di San Salvatore de Birecto, essa è costituita da un'unica navata con volta a botte. Curiosamente l'altare principale, in marmi policromi, è rivolto a ovest, contrariamente al modello medievale. Incastonata nel muro vi è un'urna cineraria romana adibita a serbatoio d'acqua. Originariamente le porte di bronzo della chiesa di San Salvatore de' Birecto erano destinate a essa.

### Chiesa di San Michele Arcangelo ("Camposantino")
Detta San Michele Fuori le Mura, perché situata all'esterno dell'antica cinta muraria della città, in prossimità della Porta Nord, al confine con Ravello. Fu costruita tra l'XI e il XII secolo (Salazaro), ricavandola da una cavità dal monte Civita. Vi si accede tramite una rampa di scale alla cui sommità è posto il campanile, sotto cui passa la via pedonale. L'interno della chiesa, di forma trapezoidale, mostra le pareti inclinate della roccia, occupate in lunghezza da tombe. La chiesa infatti era adibita a cimitero (fino al 1927) e fu una vera e propria fossa comune in occasione della pestilenza del 1656. Sull'altare, di stile barocco, è collocato un dipinto del Cretella datato 1930, raffigurante il Santo Guerriero. Alla sinistra dell'altare, una scala conduce a una piccola cappella, molto simile alla III cappella dell'abbazia di Santa Maria de Olearia a Maiori.

### Chiesa della Madonna del Carmine
Costruita nel 1601 su iniziativa di Scipione Cretella e Giambattista Vollaro, la chiesa presenta una facciata alquanto semplice; pregevole risulta invece il campanile realizzato in stile moresco. L'interno, decorato in stile Barocco, è costituito da un'unica navata con volte a botte. Sull'altare è collocato un affresco quattrocentesco raffigurante la Madonna, che la tradizione vuole derivante da un'edicola che sorgeva al posto della chiesa. L'edificio custodisce un presepe settecentesco, allestito durante le festività natalizie, i cui personaggi sono fedeli riproduzioni di uomini e donne atranesi dell'epoca. La collocazione e la grandezza delle statuine sono direttamente proporzionali al censo del rappresentato: erano infatti gli stessi cittadini a commissionare e pagare i personaggi. Vi erano poi i popolani che, anche se nullatenenti, occupavano un posto preminente nella rappresentazione: Catolla, Puparuolo, ecc., erano i loro nomi.

### Grotta e casa di Masaniello
In questa grotta la tradizione vuole che vi sia rifugiato per qualche tempo Masaniello, braccato dai soldati del viceré di Napoli. Storicamente accertato, invece, che la casa poco distante apparteneva alla famiglia materna di Masaniello, che quindi era per metà atranese.

### Chiesa di Santa Maria del Bando
Edificata nel X secolo in cima al monte Aureo. In seguito a restauri, eseguiti tra il XII e il XIII secolo, presenta motivi decorativi tipici di quell'epoca. La chiesa è ad aula unica con una piccola sagrestia. Il pavimento messo in opera nel XIX secolo, è in maioliche quadrate a motivi geometrici, proveniente dalla collegiata di Santa Maria Maddalena. La chiesa è chiamata così perché la leggenda tramanda che la Vergine concesse la grazia a un uomo, bandito ingiustamente e condannato all'impiccagione. L'episodio è ritratto nell'affresco quattrocentesco che sormonta l'altare, dove sono raffigurati la Madonna col Bambino e, sul lato sinistro, un uomo in procinto di essere impiccato. Secondo un'altra versione, il nome deriva dal fatto che da quell'alta rupe, grazie a un'acustica particolare, venivano banditi al popolo i nomi degli eletti al ducato.
All'interno dell'edificio è conservata un'urna cineraria di marmo bianco, risalente agli anni della dinastia Giulio-Claudia, appartenuta a un liberto di Claudio o di Nerone. L'epigrafe dell'urna testimonia l'affrancamento che un liberto imperiale concedeva a una donna che, di conseguenza, assumeva il gentilizio della casa regnante divenendo, spesso, moglie del suo padrone (usanza particolarmente frequente nel periodo tra Augusto e Marco Aurelio).

### Grotta dei Santi
Al di sotto e poco distante dalla Torre dello Ziro troviamo la Grotta dei Santi. Una piccola cavità naturale, che si apre su un terrazzamento coltivato a limoni, dal perimetro di un quadrilatero irregolare e dalle pareti decorate da affreschi in stile bizantino, risalenti al XII secolo e raffiguranti i Quattro evangelisti. Tale grotta è quello che rimane del monastero benedettino maschile dei Santi Quirico e Giulitta, fondato nel 986 dall'arcivescovo Leone I.

## Società

### Evoluzione demografica
Abitanti censiti

### Etnie e minoranze straniere
Al 31 dicembre 2007 ad Atrani risultano residenti 33 cittadini stranieri.

### Religione
La maggioranza della popolazione è di religione cristiana cattolica, appartenente all'arcidiocesi di Amalfi-Cava de' Tirreni.

#### Festività atranesi

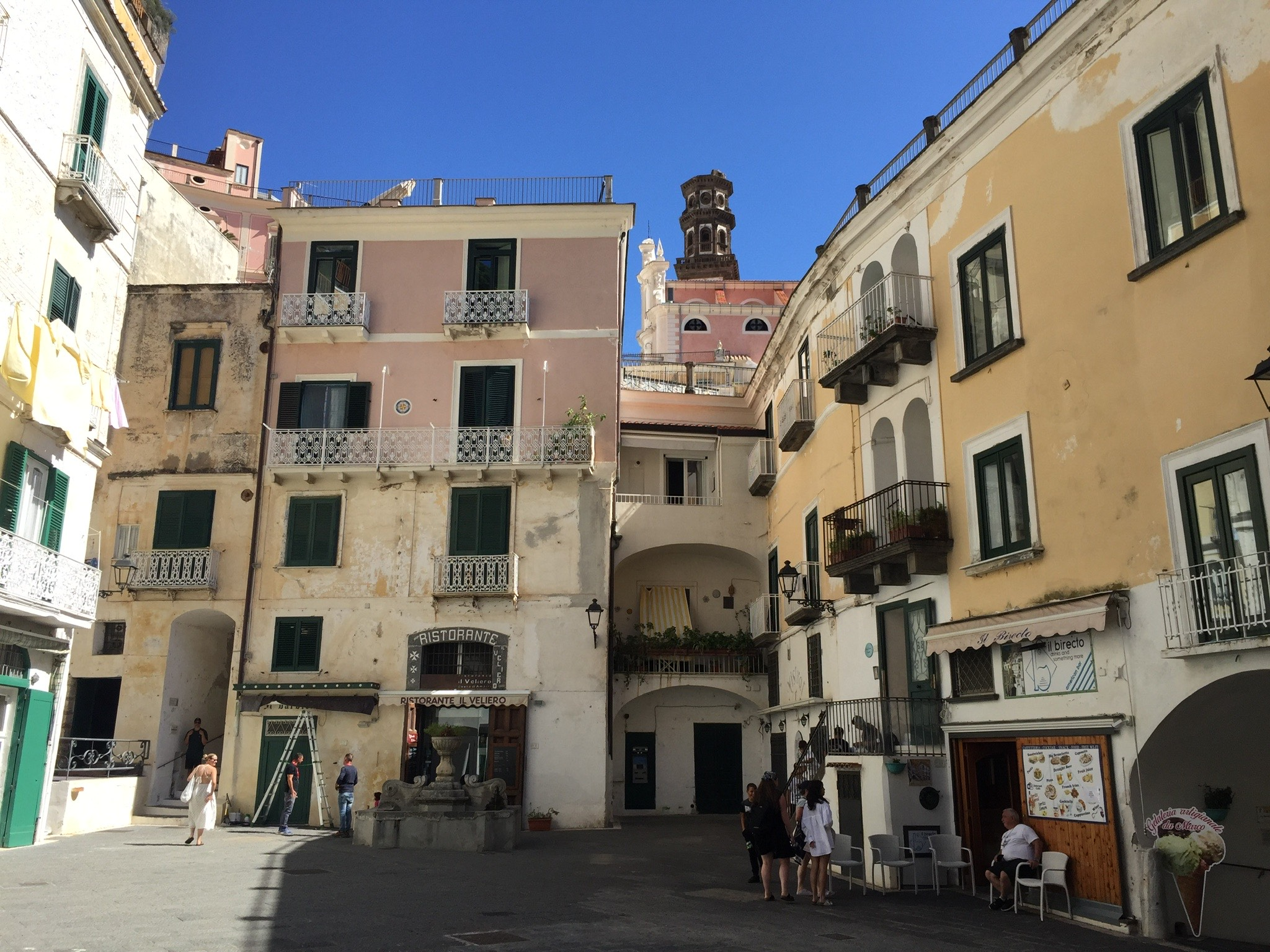
Piazza Umberto I

- Giovedì Santo: a sera, accompagnata dai 'Battenti', uomini incappucciati vestiti di bianco, la venerata statua del Santissimo Crocifisso viene portata in processione per le vie del paese, illuminato soltanto da torce. La processione raggiunge la vicina Amalfi, per poi tornare nella chiesa collegiata in tarda serata;
- 13 giugno: per la festa di S. Antonio da Padova, la processione proveniente da Amalfi attraversa Atrani via terra e via mare, accompagnata dalla banda musicale. Con questo rito si apre la stagione estiva;
- La festa di S. Maria Maddalena, patrona del paese, si tiene tre volte l'anno: il 24 febbraio, festa del miracolo (la caduta di un masso che miracolosamente non provocò vittime), il 22 luglio, festa liturgica, e la penultima domenica di ottobre, festa del patrocinio. Si tiene una processione per le vie del paese accompagnata dalla banda musicale, cui segue uno spettacolo pirotecnico;
- L'ultima domenica di agosto si tiene invece la festa di S. Maria del Carmine, con una caratteristica processione che attraversa i vicoli della città, accompagnata dalla banda musicale;
- L'8 settembre si tiene la festa di S. Maria del Bando, sul santuario a lei dedicato sul Monte Aureo, con una breve processione e due spettacoli pirotecnici, uno diurno e l'altro serale;
- Il 25 dicembre, poco dopo la mezzanotte, contemporaneamente alla deposizione della statuetta di Gesù Bambino nel presepe della chiesa collegiata, si tiene la calata della stella di bengala dal Monte Aureo al centro del paese, accompagnata da uno spettacolo pirotecnico e dal suono delle zampogne e delle ciaramelle.

## Cultura
Atrani è iscritto nella lista dei patrimoni dell'Umanità dell'UNESCO (in quanto parte della Costiera amalfitana) e in quella dei borghi più belli d'Italia.
Per la bellezza dei vicoletti, degli archi, dei cortili, delle piazzette, delle caratteristiche "scalinatelle", delle abitazioni, poste l'una sull'altra, per l'atmosfera suggestiva della sera, quando le luci sono accese, Atrani è stato più volte adoperato come set cinematografico per film e spot pubblicitari.
Atrani è rappresentata nell'opera Metamorfosi II, xilografia realizzata tra il 1939 e il 1940 da Maurits Cornelis Escher, in cui il paesaggio del borgo è parte di un ciclico processo di trasformazione di elementi naturali e geometrici.
Una buona parte della miniserie TV Ripley è ambientata ad Atrani.

## Infrastrutture e trasporti

### Strade
Le strade statali e provinciali che attraversano il territorio comunale sono: 
- strada statale 163 Amalfitana
- strada provinciale 155 Innesto strada statale 163 Amalfitana-Atrani.

### Mobilità urbana
I trasporti urbani e interurbani di Atrani vengono svolti con autoservizi di linea gestiti dalla società SITA.

## Amministrazione

### Sindaci
| Periodo        | Periodo        | Primo cittadino          | Partito                    | Carica  | Note   |
| -------------- | -------------- | ------------------------ | -------------------------- | ------- | ------ |
| 23 aprile 1995 | 13 giugno 1999 | Eugenio Amodeo           | centro                     | Sindaco | [ 13 ] |
| 13 giugno 1999 | 12 giugno 2004 | Eugenio Amodeo           | centro-sinistra            | Sindaco | [ 13 ] |
| 13 giugno 2004 | 25 maggio 2014 | Nicola Carrano           | lista civica               | Sindaco | [ 13 ] |
| 25 maggio 2014 | 9 giugno 2024  | Luciano De Rosa Laderchi | lista civica Atrani Futura | Sindaco | [ 13 ] |
| 9 giugno 2024  | in carica      | Michele Siravo           | lista civica Atrani Futura | Sindaco | [ 13 ] |

### Altre informazioni amministrative
Le competenze in materia di difesa del suolo sono delegate dalla Campania all'Autorità di bacino regionale Destra Sele.